# Freaky Fortune
I Freaky Fortune sono un duo musicale dance greco.
Hanno partecipato all'Eurovision Song Contest 2014 tenutosi a Copenaghen presentando il brano Rise Up feat. RiskyKidd.

## Formazione
- Nicolas "Nick" Raptakis (Νικόλας Ραπτάκης, Atene 30 aprile 1990)
- Theofilos Pouzbouris (Θεόφιλος Πουζμπούρης, Atene 9 febbraio 1991) AKA Teo Buzz